# Président du Parti travailliste (Royaume-Uni)
Ne doit pas être confondu avec Chef du Parti travailliste (Royaume-Uni).
Le président du Parti travailliste (anglais : Chairman of the Labour Party) est responsable de l'administration du parti et supervise les campagnes électorales générales du parti travailliste. Lorsque le Parti travailliste est au pouvoir, le président est généralement un membre du Cabinet  qui occupe un poste de sinécure, tel que ministre sans portefeuille. Le poste a été créé par Tony Blair à la suite des élections générales de 2001. Il ne faut pas confondre le poste avec celui de président du comité exécutif national du parti travailliste en vertu de la Constitution du Parti travailliste. Considéré à l'origine comme un titre de courtoisie, le rôle du responsable de la campagne électorale est plus important sous la direction de Jeremy Corbyn, aux côtés du Directeur de campagne, Andrew Gwynne. 
Le Parti travailliste est actuellement présidé par Anneliese Dodds.

## Liste des présidents du Parti travailliste
| Président du parti | Président du parti | Mandat            | Mandat            | Leader                                                           |
| ------------------ | ------------------ | ----------------- | ----------------- | ---------------------------------------------------------------- |
| Charles Clarke     |                    | 9 juin 2001       | 24 juin 2002      | Tony Blair                                                       |
| John Reid          |                    | 24 octobre 2002   | 4 avril 2003      | Tony Blair                                                       |
| Ian McCartney      |                    | 4 avril 2003      | 5 mai 2006        | Tony Blair                                                       |
| Hazel Blears       |                    | 5 mai 2006        | 24 juin 2007      | Tony Blair                                                       |
| Harriet Harman     |                    | 24 juin 2007      | 12 septembre 2015 | Gordon Brown Elle-même (intérim) Ed Miliband Elle-même (intérim) |
| Tom Watson         |                    | 12 septembre 2015 | 14 juin 2017      | Jeremy Corbyn                                                    |
| Ian Lavery         |                    | 14 juin 2017      | 5 avril 2020      | Jeremy Corbyn                                                    |
| Angela Rayner      |                    | 5 avril 2020      | 9 mai 2021        | Keir Starmer                                                     |
| Anneliese Dodds    |                    | 9 mai 2021        | Titulaire         | Keir Starmer                                                     |